# Edouard Suenson den äldre
Edouard Suenson den äldre, född den 13 april 1805 i Köpenhamn, död den 16 maj 1887, var en dansk sjöofficer. Han var kusin till Otto Frederik Suenson och far till Edouard Suenson den yngre.
Suenson blev 1823 löjtnant vid danska flottan, tjänstgjorde 1827 vid franska flottan i slaget vid Navarino och var 1830 med på fälttåget till Algeriet. Som kaptenlöjtnant förde han 1850 ångfartyget "Hekla" och förstörde den 20 juli i Lübeckbukten den schleswig-holsteinska skruvångaren "von der Tann". Åren 1851–1863 var Suenson chef för sjökadettkåren och blev 1858 örlogskapten. Som sådan förde han 1864 Nordsjöeskadern och vann den 9 maj vid Helgoland en lysande seger över den österrikiska eskadern under Wilhelm von Tegetthoff, så att den mycket medtagen måste ta sin tillflykt till brittiskt (neutralt) område. År 1866 avgick Suenson från flottan och blev överlots med konteramirals titel. Då han 1879 tog avsked från denna befattning, fick han titeln viceamiral. Suensons staty, skulpterad av Theobald Stein, restes 1889 i Nyboder i Köpenhamn.

## Utmärkelser
- Riddare av Dannebrogorden,  28 juni 1842
- Dannebrogsmännens hederstecken,  22 december 1850
- Kommendör av Dannebrogorden,  27 april 1863
- Storkors av Dannebrogorden,  15 maj 1864

[Redigera Wikidata]